# Heike Langguth
Heike Langguth (* 22. Oktober 1979) ist eine ehemalige deutsche Kampfsportlerin und zweifache deutsche Vize-Meisterin im Muay Thai. Bis 2003 trat sie als Aktivistin in der Neonazi-Szene auf.

## Sportliche Karriere
Heike Langguth begann ihre sportliche Karriere als Boxerin und trainierte wenig später in Weimar Kickboxen. 2004 begann sie beim 1. SSV Saalfeld 92 e. V. mit Muay Thai. Noch im gleichen Jahr wurde sie deutsche Vizemeisterin und konnte ihren Erfolg 2005 wiederholen. 2006 gründete sie den Verein „Bareknuckles e. V.“, der ein eigenes Trainingszentrum für Muay Thai, Kickboxen und traditionelles Boxen in Eckartsberga-Mallendorf betreibt. Langguth arbeitet als Trainerin und tritt für das Trainingszentrum „Bareknuckles Gym Germany“ auch bei internationalen Wettbewerben in Muay Thai und Kickboxen an.

## Aktivitäten in der extrem rechten Neoheiden- und Musikszene
Aus Kreisen der Antifa-Bewegung wurde mehrfach darauf hingewiesen, dass Heike Langguth in der NSBM-Szene aktiv war. Gemeinsam mit ihrem damaligen Lebensgefährten Ronald Möbus, dem Sänger der NSBM-Band Absurd und älteren Bruder des Bandgründers Hendrik Möbus, betrieb Langguth das NSBM-Label Nebelfee Klangwerke (an dem Nachfolgelabel Nebelklang ist sie nicht mehr beteiligt) und einen Versandhandel und Ladengeschäft für Esoterik und Neuheiden-Artikel sowie rechtsextreme Literatur. Für eine Solidaritätskampagne zugunsten des zu dem Zeitpunkt inhaftierten Hendrik Möbus soll Langguth als Inhaberin des Spendenkontos fungiert haben. Außerdem war sie zwischen 1998 und 2002 Herausgeberin des rechtsextremen Fanzines Germanenorden und Kontaktperson des Germanischen Freyfrauen Bundes (GFFB), der eng mit der rechtsextremen und neuheidnischen Deutschen Heidnischen Front (DHF) zusammenarbeitet. Sie gehörte der neuheidnischen Artgemeinschaft – Germanische Glaubens-Gemeinschaft wesensgemäßer Lebensgestaltung des bekannten Rechtsextremisten Jürgen Rieger an. Mehrfach organisierte Langguth Konzerte mit NSBM-Bands wie Kristallnacht (Frankreich), Magog (Pirna), Totenburg und Absurd.
Seit 2003 ist Langguth nach eigenen Angaben nicht mehr mit rechtsextremen Aktivitäten in Erscheinung getreten; seitdem gebe es weder personelle noch organisatorische Verbindungen zwischen ihr und der rechtsextremen Szene.
Kritik rief unter anderem ein Interview mit Langguth in dem Saalfelder Stadtmagazin Marcus im Jahr 2005 hervor, in dem sie auf dem Titelbild mit einer Tätowierung auf ihrem rechten Oberarm abgebildet ist, die das rechtsesoterische Symbol der Schwarzen Sonne zeigte.
Langguth wollte 2006 gegenüber dem Unrast Verlag eine Unterlassung der Behauptung erklagen, tief in die neonazistische Szene verstrickt gewesen zu sein, was jedoch am 31. Oktober 2006 vor dem Landgericht Münster scheiterte. Konkret ging um die Verwendung eines Bildes von Langguth zwecks Dokumentation ihrer früheren Aktivitäten.

## Sonstiges
Langguth betreibt seit 2011 einen Friseursalon in Eckartsberga. 2012 bestand sie im Rahmen eines Fernlehrgangs eine zweitägige Prüfung an der L’Oréal Academie Leipzig und bekam eine Auszeichnung. Zudem wurde sie in das Leipziger Trainer-Team aufgenommen und erhielt als Stylistin eine Einladung zu L’Oréal in Berlin.